# Timber Stampede
Timber Stampede is een Amerikaanse western geregisseerd door David Howard, gebaseerd op het verhaal van Bernard McConville en Paul Franklin. De film is geproduceerd en gedistribueerd door RKO Radio Pictures. 

## Rolverdeling
| Acteur            | Personage         |
| ----------------- | ----------------- |
| George O'Brien    | Scott Baylor      |
| Chill Wills       | Whopper Hatch     |
| Marjorie Reynolds | Anne Car          |
| Morgan Wallace    | Dunlap            |
| Robert Fiske      | Matt Chaflin      |
| Guy Usher         | Jay Jones         |
| Earl Dwire        | Henry Clay Baylor |
| Frank Hagney      | Champ             |
| Bob Burns         | Sheriff Lyman     |
| Monte Montague    | Jake              |
| Bud Osborne       | Brady             |